# DOLCE
DOLCE es el segundo álbum "join" de la cantante japonesa Ami Suzuki, y su tercer álbum de estudio en Avex. Fue lanzado al mercado el día 6 de febrero del año 2008 bajo el sello avex trax.

## Detalles
Lanzado 11 meses después que CONNETTA, este álbum es la continuación de las colaboraciones "join" de Ami con otros artistas, pero con un estilo mucho más orientado a la música electrónica en comparación con el trabajo anterior. Aunque en el disco predomina el electropop y el house, igualmente los últimos temas van teniendo más influencias del Pop rock, para terminar en J-Pop. Cuenta con los sencillos promocionales "FREE FREE/SUPER MUSIC MAKER" en colaboración con Yasutaka Nakata, y "Potential Breakup Song" con Aly & AJ y Sugiurumn. Fue lanzado en 3 formatos distintos: CD Edición Limitada, CD y CD+DVD. La edición limutada contiene su primer tema colaboración desde "Like a Love?": el tema "if".
El álbum fue lanzado el mismo día que el segundo DVD lanzado por Avex para Ami: la compilación de videos musicales "join Clips", que recopila sus trabajos de colaboraciones desde "O.K. Funky God" hasta "Potential Breakup Song".
Como promoción para el disco fue grabado un video musical para "Bitter...", una colaboración junto al dueto electrónico Studio Apartment. Este video fue incluido en el DVD del álbum, pero no en join Clips.
Los únicos artistas que colaboran en más de un tema para el álbum son Nakata, Sigiurumn y RAM RIDER. Las colaboraciones con este último son en realidad covers de temas originales de este músico, cantados por Ami.
Varios de los temas incluidos en el álbum, como "Bitter...", "Stereo Love" y "MUSIC", fueron posteriormente interpretados en vivo en el "Happy 26th Anniversary" de Ami, el día de su cumpleaños nº 26.

## Canciones

### CD
1. FREE FREE / Ami Suzuki joins Yasutaka Nakata (capsule)
2. feel the beat (álbum versión) / Ami Suzuki joins Sugiurumn
3. Potential Breakup Song / Ami Suzuki joins Aly & AJ
4. Bitter... / Ami Suzuki joins S.A.
5. SWEET DANCE / Ami Suzuki joins RAM RIDER
6. The WeekeND / Ami Suzuki joins CAPTAIN FUNK
7. SUPER MUSIC MAKER (radio edit) / Ami Suzuki joins Yasutaka Nakata (capsule)
8. MUSIC / Ami Suzuki joins RAM RIDER
9. Stereo Love / Ami Suzuki joins Tomoe Shinohara☆☆☆
10. Ai no Uta (アイノウタ?) / Ami Suzuki joins ROCKETMAN feat. YOU THE ROCK★
11. Futari wa POP (2人はPOP?) / Ami Suzuki joins Hoff Dylan
12. Atarashii Hibi (新しい日々?) / Ami Suzuki joins YO-KING
13. if / Ami Suzuki

### DVD
1. Bitter... (Music Clip)
2. "BEHIND THE SCENES"

- Datos: Q3033874